# Молодо
Молодо́ (якут. Муолада) — река в Якутии, левый приток Лены.

## Общие сведения
Образуется слиянием рек Молодо-Унга-Анабыла и Молодо-Хангас-Анабыла. Протекает на территории Булунского улуса по северо-восточной окраине Среднесибирского плоскогорья. Длина реки — 556 км, площадь водосборного бассейна — 26 900 км². Река замерзает в декабре и остаётся под ледяным покровом до мая. Питание снеговое и дождевое.

## Основные притоки
(расстояние от устья)
- 20 км — река Усунку (лв)
- 48 км — река Тит-Юрягэ (лв)
- 70 км — река Муогдан (лв)
- 167 км — река Сюнгюде (пр)

## Данные водного реестра
По данным государственного водного реестра России и геоинформационной системы водохозяйственного районирования территории РФ, подготовленной Федеральным агентством водных ресурсов:
- Бассейновый округ — Ленский
- Речной бассейн — Лена
- Речной подбассейн — Лена ниже впадения Вилюя до устья
- Водохозяйственный участок — Лена от водомерного поста гидрометеорологической станции Джарджан до водомерного поста с. Кюсюр